# SpaceX CRS-26
SpaceX CRS-26, також знана як SpX-26 — 26-та місія вантажного космічного корабля Dragon до Міжнародної космічної станції, запуск якої здійснено 26 листопада 2022 року. Це 6-й запуск ракети-носія компанії SpaceX у рамках другої фази контракту Commercial Resupply Services (2016 року) з компанією НАСА.

## Хід місії
Запуск здійснено 26 листопада 2022 о 19:20:42 (UTC).
Стикування із модулем Гармоні МКС відбулось 27 листопада 2022 о 12:39 (UTC) під час роботи 68-ї експедиції на МКС.
9 січня 2023 року о 22:05 (UTC) корабель від'єднався від станції. 11 січня о 10:19 (UTC) він успішно приводнився у Мексиканській затоці. Корабель доставив на Землю результати наукових експериментів.

## Корисне навантаження
Корабель доставить на МКС 3528 кг вантажу. У тому числі:
- другу пару сонячних батарей моделі англ. Roll Out Solar Array — 1196 кг;
- харчі для екіпажу — 1062 кг;
- обладнання для наукових експериментів — 937 кг[6];
- обладнання для станції — 296 кг;
- обладнання для виходу у відкритий космос — 25 кг;
- комп'ютерне обладнання — 12 кг;
- мікросупутники[7]:
  - TJREVERB — виготовлений студентами Старшої школи науки і техніки імені Томаса Джефферсона,
  - ORCASat — для точного фотометричного калібрування основних астрономічних обсерваторій у всьому світі,
  - MARIO — для вивчення п'єзоелектричних приводів та системи моніторингу здоров'я в умовах низької навколоземної орбіти,
  - NUTSat — для тестування інженерних систем та технології безпеки літаків,
  - LORIS — для отримання фотографій, які будуть використовуватися для вивчення та моніторингу берегової лінії та океанічного життя.